# Ванзейска конференция
Ванзейска конференция е съвещание на представители на министерствата и други властови структури на нацистка Германия, проведено в Берлин на 20 януари 1942 г. край езерото Ванзе във вила Марлир. На тази конференция е прието решение за начините и способите за привеждане в ход на „Окончателното решение на еврейския въпрос“ – програма за геноцид над еврейското население на Европа, за която понастоящем се използва терминът „Холокост“.

## Предпоставки за провеждането на Ванзейската конференция
Геноцидът над евреите започва още преди Ванзейската конференция. След нахлуването на Германия в СССР на окупираните територии са задействани специални подразделения „Айнзацгрупен“ (на немски: Einsatzgruppen), чиято главна задача е идентифицирането и изтребването на еврейското население. Тези подразделения са подчинени на Министерството по сигурността на Райха, оглавявано от Райнхард Хайдрих. На 31 юли 1941 г. Херман Гьоринг подписва заповед за назначаването на Хайдрих за отговорен за „окончателното решаване на еврейския въпрос“.
На 29 ноември 1941 г. Хайдрих разпраща покани за конференция, на която да бъдат обсъдени най-ефективните и икономични начини за решаване на задачата по унищожаване на милиони евреи в Европа. Сред поканените са ръководители на СС, високопоставени членове на НСДАП и представители на различни министерства в нацистка Германия. Първоначалната дата за провеждане на конференцията е 9 декември 1941 г., но в крайна сметка е отложена за 20 януари 1942 г. За място на конференцията Хайдрих избира уютната и живописна берлинска вила Марлир, намираща се на брега на езерото Ванзе. Гостите са поканени на закуска в 9:00 ч., а заседанието е предвидено за 12:00 ч.

## Ход на конференцията
В дневния ред на конференцията са залегнали множество въпроси, основно от технически характер, на които е трябвало да отговорят представителите на изпълнителната власт на Райха, а принципното решение на еврейския въпрос вече е било прието от Хитлер. Един от най-горещо дискутираните въпроси е бил проблемът със смесените еврейско-арийски бракове – да се считат ли за евреи хора, на които един от родителите е евреин, а другият немец, и как да се постъпва с тези, които имат еврейска баба или дядо. Решение по този въпрос така и не е прието и е отложено за някое от следващите заседания.
Адолф Айхман, който води протокола на конференцията, съобщава на присъстващите, че в съответствие с получената по-рано заповед на Хитлер, трябва да се пристъпи незабавно към изселване на евреите в Източна Европа (на територията на окупираната Полша, където впоследствие са построени множество концлагери). В протокола не се говори в прав текст за газови камери и крематориуми, а за „каторжен труд, при който, да се надяваме, повечето ще измрат“, както и за това, че не трябва да има оцелели, доколкото те могат да се превърнат в ядро за възраждане на евреите.
Стенографираният от Айхман протокол е преработван по-късно многократно от Мюлер и Хайдрих. Отпечатани са около 30 екземпляра, обозначени с гриф „Държавна тайна“ и са изпратени на участниците в конференцията или съответно на техните работни места. Пред края на войната участниците в конференцията унищожават своите копия, но едно все пак е намерено през 1947 г. в архива на Министерството на външните работи. Това е екземпляр № 16, принадлежал на Мартин Лутер.